# Danny Heifetz
Danny Heifetz, né en 1964 à New York, est un batteur américain vivant en Australie.

## Biographie
Il enseigne et joue de la batterie à Sydney en Australie. Son studio d'enseignement, The Practice, co-fondé avec le batteur Néo-Zélandais James Cooper, de The Slips est situé dans le Quartier Central des Affaires (CBD - Central Business District) de Sydney. Avant tout connu pour être le batteur et percussionniste du groupe avant-gardiste Mr. Bungle, il joue aussi de la trompette, ainsi que de la guitare et du piano.
Danny Heifetz est le petit-fils du violoniste Jascha Heifetz.

## Carrière

### A joué avec
- Embryo (avec Ryan Mallory)
- Snowblind (avec Blair Hatch et Hector Nunez)
- Persuasion (avec Matt Johnson, Gregor Verbinski et BlairH)
- The Drivers (1981–1983; with GregorV, John Thum, RyanM and Rick MacDonald)
- The Cylon Boys Choir (1981–1982; avec John Nau, Gerald Gates, Michael Cronin, Andrew Harvey, John Hench and GV)
- Eggly Bagelface (1985–1987; avec Shon McAlinn, Rich Engel, Tyce Fraser et Mike Wilson)
- Barn (1987–1988; same minus MW)
- Mr. Bungle (1989–2000)
- Dieselhed (1989–2000)
- Link Wray (1997–2002)
- Merle Morris (2004–2007)

### Actuellement actif dans
- Barefoot Hockey Goalie
- Godswounds
- Neil Hamburger and the Hungry Man Band
- Nic Dalton's Gloomchasers
- Old Man River
- Secret Chiefs 3 (participation la plus récente: tournée de la Côte Ouest des États-Unis de 2012)
- The Curse of Company
- The Exiles
- The Fantastic Terrific Munkle
- The Greasy Chicken Orchestra
- The Mango Balloon
- The Tango Saloon
- theHEAD
- Virgil Shaw

### Collaborations
- Andrew Covell
- Badly Drawn Boy
- Corduroy
- Darren Stratti
- Delia Obst
- Granfaloon Bus
- Harry Vanda
- John Paul Young
- Nations by the River
- Paul Greig
- Phillip Johnston
- Plainfield (groupe)
- Robi DelMar
- The Cutters
- The Holy Soul
- Youth Group
- Zip Code Rapists

## Vie personnelle
En septembre 2013, il est de retour à Sydney en Australie (après avoir passé l'année 2011 aux États-Unis).